# Torneio Cidade de Salvador de 1972
Torneio Cidade de Salvador, foi uma competição amistosa internacional de futebol disputada na cidade de Salvador em 1972, que teve a participação de quatro equipes, três brasileiras, sendo uma do Estado da Bahia, uma do Estado do Rio de Janeiro e uma do Estado do Rio Grande do Sul, e uma da Argentina, da cidade de Buenos Aires, com três rodadas programadas para serem cumpridas, nas quais as equipes envolvidas se enfrentariam em rodadas duplas, sendo campeã aquela que tivesse o melhor aproveitamento.

## Participantes
Fluminense
 Grêmio
 River Plate
 Vitória

## Tabela
Todos os jogos disputados no Estádio da Fonte Nova.
Primeira rodada - 23 de janeiro - Público 16.977
Grêmio 0-0 Fluminense
Vitória 1-2 River Plate
Segunda rodada - 26 de janeiro - Público 9.400 (estimado)
Fluminense 0-0 River Plate
Vitória 0-0 Grêmio
Terceira rodada - 30 de janeiro - Público 8.259
Grêmio 1-0 River Plate
Vitória 1-0 Fluminense

## Classificação final
Jogos - V - E - D - GF - GC - Pontos
1. Grêmio    3 - 1 - 2 - 0 - 1 - 0 - 4
2. River Plate  3 - 1 - 1 - 1 - 2 - 2 - 3
3. Vitória  3 - 1 - 1 - 1 - 2 - 2 - 3
4. Fluminense   3 - 0 - 2 - 1 - 0 - 1 - 2
| Torneio Cidade de Salvador |
| -------------------------- |
| Grêmio Campeão             |